# العمل من أجل أطفال أصحاء
العمل من أجل أطفال أصحاء
العمل من أجل أطفال أصحاء هي شبكة قاعديه على الصعيد الوطني تحشد المختصين من المدارس، والعائلات والمجتمع لاتخاذ الإجراءات التي تدعم صحة كل طفل . أسست عام 2002 ، تلتزم الجمعية بمعالجة الأسباب  الجذرية لأزمة صحة الأطفال الحالية والتركيز على زيادة الوصول لطعام صحي وأنشطة بدنيه، ودعم التعليم العاطفي الاجتماعي ومشاركة الابوين، وتغير من صحة الطلاب ورفاهيتهم وتعلمهم من قِبل مقدمو الرعاية وافراد المجتمع . ديفيد سانشر الجراح الأمريكي السابق هو الرئيس المؤسس لهذه الجمعية يوفر ( العمل من أجل أطفال أصحاء) للمدارس جميع المعلومات والموارد التي يحتاجونها في تنفيذ برامج مدرسية صحية ناجحة ومستدامة من خلال فرص التمويل وبرامج الدعم .
```
العمل من أجل أطفال أصحاء هو المنزل التنظيمي للمدارس 
[
6
]
النشطة والمعروفة سابقاً باسم (let’s move)
```

االمدارس النشطة، حركة أثر تعاوني للمنظمات الشريكة من القطاعين العام والخاص التي تعمل على إعطاء الأولوية للتربية البدنية والنشاط البدني في المدارس .